# Albeștii Ungureni, Argeș
Albeștii Ungureni este un sat în comuna Albeștii de Argeș din județul Argeș, Muntenia, România.